# W. G. G. Duncan Smith
Pour les articles homonymes, voir Duncan et Smith.
Wilfrid George Gerald Duncan Smith dit W. G. G. Duncan Smith est un aviateur britannique de la Royal Air Force (RAF), né le 28 mai 1914 à Madras (Chennai) et mort le 11 décembre 1996.
Il participe à la Seconde Guerre mondiale où il devient as.
Il est le père de Iain Duncan Smith, un homme politique britannique.